# پاروتسویل (تنسی)
پاروتسویل(به انگلیسی: Parrottsville) شهری در ایالت تنسی کشور ایالات متحده آمریکا است که جمعیت آن در سرشماری سال ۲۰۱۰ میلادی، ۲۶۳ نفر بوده‌است.